# Panické Dravce
Panické Dravce este o comună slovacă, aflată în districtul Lučenec din regiunea Banská Bystrica. Localitatea se află la altitudinea de 185 m deasupra n.m., se întinde pe o suprafață de 11,15 km2 și în 2017 număra 744 de locuitori.

## Istoric
Localitatea Panické Dravce este atestată documentar din 1573.

## Demografie
| An:                | 1994 | 2004   | 2014   | 2024   |
| ------------------ | ---- | ------ | ------ | ------ |
| Număr de persoane: | 718  | 737    | 745    | 738    |
| Diferență:         |      | +2,64% | +1,08% | −0,93% |

| An:                | 2023 | 2024   |
| ------------------ | ---- | ------ |
| Număr de persoane: | 737  | 738    |
| Diferență:         |      | +0,13% |